# 花篢鎮
花篢镇，是中华人民共和国广西壮族自治区桂林市荔浦市下辖的一个乡镇级行政单位。

## 行政区划
花篢镇下辖以下地区：
花篢社区、大江村、大安村、福灵村、南源村、大同村、江华村、凤联村和相仕村。